# Calcidio
Calcidio (in latino Calcidius; fl. IV secolo) è stato un filosofo romano.

## Biografia

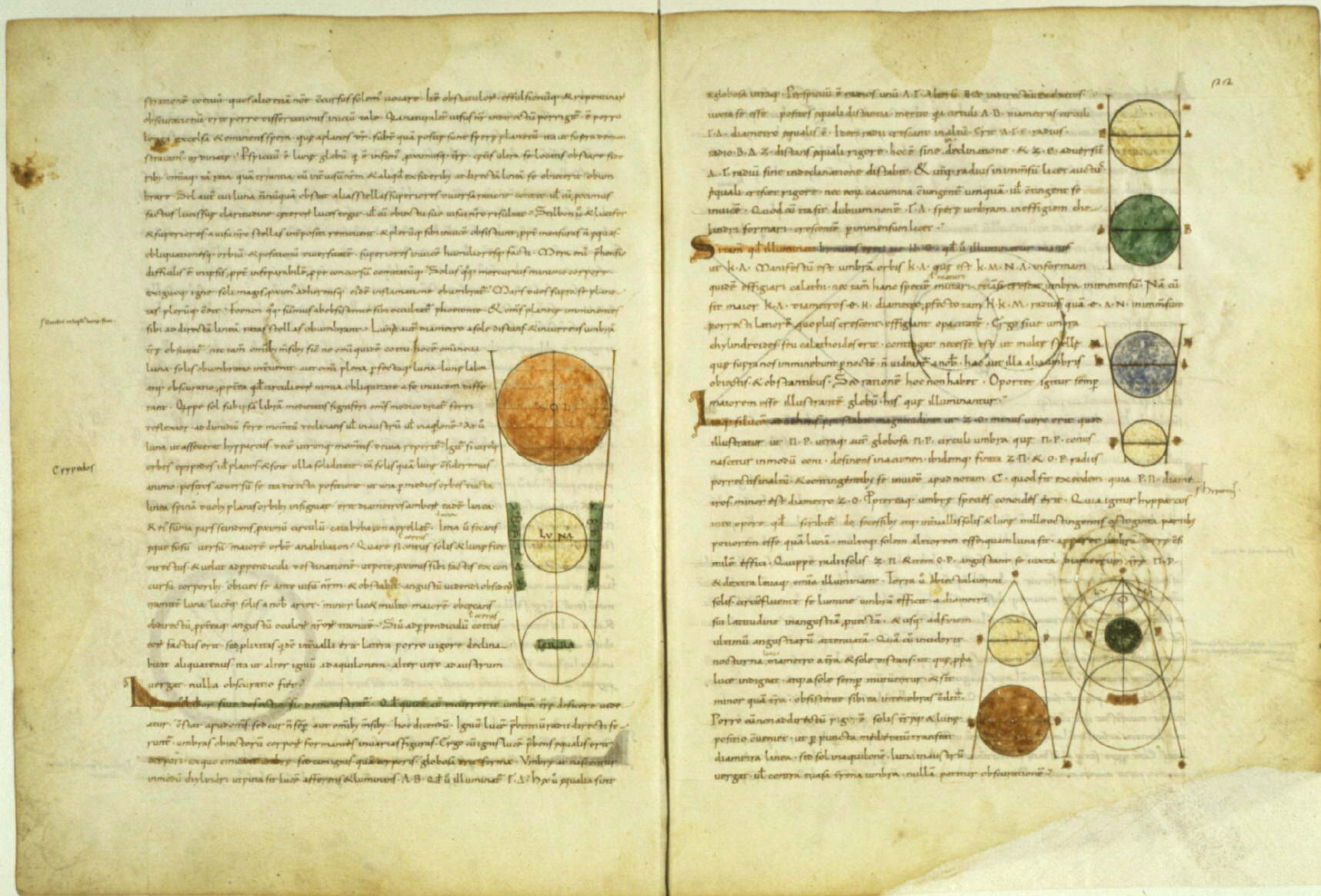
Manoscritto medievale del Timeo di Platone, tradotto da Calcidio

Della vita di Calcidio sappiamo pochissimo. Probabilmente cristiano, Calcidio tradusse la prima parte del Timeo di Platone dal greco in latino,  corredandola di un ampio Commento. La datazione della traduzione è dibattuta. Tra gli elementi più importanti utilizzati per collocare Calcidio nel tempo e nello spazio c'è la lettera introduttiva all'opera, dedicata ad Osio, al quale egli fa riferimento più volte nel suo Commento. Nella lettera Calcidio racconta come Osio gli abbia affidato un incarico tanto arduo come la traduzione e il commento del Timeo dal greco classico al latino, impresa, secondo Calcidio, mai tentata fino a quel momento (operis intemptati ad hoc tempus). Una subscriptio trovata in alcuni manoscritti fa luce sul problema della datazione dell'opera: "Osio episcopo Calcidius archidiaconus". Dalla subscriptio si evince, quindi, che Calcidio era l'arcidiacono di un vescovo Osio. Nel periodo tardo imperiale è noto un Osio, diocesi di Cordova (257-357 circa), figura importante del cristianesimo occidentale. Nei Concili di Nicea (325) e Sardica (344), Osio giocò un ruolo decisivo nella difesa dell'ortodossia contro l'arianesimo. Se si tratta di questo Osio, Calcidio avrebbe realizzato la sua traduzione del Timeo negli anni 325-350.
Jan Hendrik Waszink, traduttore di Calcidio, si oppone a questa ipotesi, che è sempre stata quella tradizionalmente più accettata, e ritiene che Calcidio debba essere collocato intorno alla fine del IV secolo o all'inizio del V. Secondo Waszink, l'ambiente in cui sarebbe stato redatto questo trattato neoplatonico e cristiano sarebbe quello della Milano della fine del IV secolo, quando la città italiana era un fiorente centro di platonismo sia pagano che cristiano, e l'Osio cui si fa riferimento nella lettera introduttiva potrebbe essere un alto funzionario imperiale attivo a Milano intorno al 395; Tuttavia non esistono prove dell'esistenza dell'Osio ipotizzato da Waszink. La teoria di Waszink è stata respinta da John Dillon, che ha ripreso la datazione tradizionale dell'opera, ed è oggi generalmente abbandonata dagli studiosi.
Circa un quarto del dialogo era già stato tradotto in latino da Cicerone. Anche Calcidio tradusse solo una parte del Timeo, poco meno della prima metà (da pagina 17a1 a pagina 53c2 secondo l'impaginazione dello Stephanus). La traduzione di Calcidio differisce notevolmente da quella di Cicerone, che forse Calcidio non conosceva. Il Commento - l'unico commentario latino ad un'opera di Platone pervenutoci - riguarda solo il testo da 31c4 a 53c3.
Per il suo commentario Calcidio fece abbondante uso di fonti greche antiche. Si basò probabilmente sul Commento al Timeo di Adrasto e sulle opere di Albino, Numenio, Porfirio e Filone. Il suo Commento riporta gran parte del capitolo sull'Astronomia della Matematica utile per comprendere Platone di Teone di Smirne. Calcidio vi espone le conoscenze astronomiche del primo secolo e, accanto ai modelli di Eudosso e Ipparco, descrive anche il modello attribuito a Eraclide Pontico, che sostiene che Venere e Mercurio ruotino intorno al Sole.
Calcidio concepisce la materia come sostanza pura e vuota, o anche come l'essenza priva di qualità (in greco: apoios ousìa) degli stoici, che con l'Ápeiron di Anassimadro condivide l'essere infinita e illimitata, priva delle determinazioni qualitative e quantitative che invece caratterizzano gli enti che si muovono al suo interno. Tale materia primordiale è necessaria per spiegare il molteplice colto dai sensi, che è mobile e divisibile, ma essa in sé e per sé non può essere oggetto di percezione sensibile; al contrario, gli organi di senso possono percepire soltanto la materia unita a una qualche forma intellegibile, ed è poi compito dell'analisi delle mente astrarre la materia pura dalle forme che sono congiunte ad essa dal Demiurgo artefice del mondo.
La sintesi della mente umana giunge così a identificare i tre principi primi: Dio assimilato al Demiurgo platonico, l'idea (exemplum) e la materia (in latino: silva,che rende il greco antico ulē), da non confondersi con i quattro elementi, che sono qualitativamente determinati e nemmeno con la loro unità primitiva, come Diogene Laerzio aveva inteso la materia prima.

## Influenza
Il Timeo nella traduzione di Calcidio fu l'unica opera di Platone nota agli studiosi dell'Occidente latino per circa 800 anni fino a quando, nel 1158, Enrico Aristippo tradusse in latino il Menone e Fedone. Traduzione e Commento furono molto diffusi durante tutto il Medioevo, al punto che se ne sono conservate più di cento copie manoscritte datate tra il IX e il XVI secolo.
Nel XII secolo furono realizzati vari commenti alla traduzione di Calcidio tra i quali quello di Isdoso e quelli dei teologi della scuola di Chartres, come Bernardo di Chartres e Guglielmo di Conches. I maestri di Chartres diedero alla dottrina cristiana della creazione un'interpretazione filosofica. Partendo dagli assunti di base del platonismo, cercarono di dimostrare l'esistenza di una corrispondenza tra la visione del mondo espressa nel Timeo e quella descritta nel racconto biblico della creazione. Bernardo è considerato l'autore delle Glosae super Platonem, un anonimo commentario al Timeo nella versione di Calcidio sotto forma di glosse.
Il filosofo e poeta Bernardo Silvestre fu una delle personalità di questo periodo che furono maggiormente influenzate dalla filosofia platonica. La sua cosmologia e antropologia rivelano la profonda influenza del pensiero di Calcidio. Anche il poema De planctu Naturae di Alano di Lilla, scritto nel tardo XII secolo, contiene idee tratte dal Timeo e dal commentario calcidiano.
L'opera di Calcidio fu molto apprezzata anche nel periodo rinascimentale, iniziato in Italia alla fine del XIV secolo. L'interesse per Calcidio è testimoniato dalle numerose copie manoscritte dell'opera risalenti a quest'epoca - almeno 40, 28 delle quali provengono dall'Italia. Una parte dei manoscritti contiene solo la traduzione del Timeo, una parte solo il commento, una parte traduzione e commento insieme. La maggior parte delle principali biblioteche pubbliche e principesche d'Italia e numerosi umanisti ne avevano una copia. Francesco Petrarca annotò la sua copia dell'opera, oggi conservata presso la Bibliothèque Nationale a Parigi (Par. lat. 6280). L'umanista Marsilio Ficino, più tardi divenuto famoso come traduttore e interprete dei dialoghi platonici, fece da giovane, nel 1454, una copia manoscritta del Commento, corredandola di un gran numero di note sulla lingua, sui contenuti e sulle fonti. Più tardi, quando realizzò una nuova traduzione latina del Timeo, fece solo occasionalmente ricorso a Calcidio, perché il suo latino non soddisfaceva gli elevati standard degli umanisti. Anche l'amico di Ficino Giovanni Pico della Mirandola aveva una copia dell'opera di Calcidio, annotata di suo pugno.
L'editio princeps della traduzione e del commento del Timeo fu pubblicata a Parigi nel 1520, a cura dell'umanista Agostino Giustiniani, vescovo di Nebbio. Nella lettera di dedica, Giustiniani esprimeva il suo entusiasmo per la cultura e l'imparzialità di Calcidio. Secondo Giustiniani, infatti, Calcidio scriveva in un modo così oggettivo che dalle sue parole non si poteva evincere nemmeno se fosse cristiano o ebreo. Più tardi, alcuni studiosi considerarono Calcidio ebreo, altri - come il filosofo Ralph Cudworth (1617-1688) e il filologo Johann Albert Fabricius (1668-1736) - lo ritennero, al contrario, cristiano. Un'altra ipotesi fu avanzata nel 1733 dallo storico della chiesa Johann Lorenz von Mosheim che giunse alla conclusione che Calcidio non era né un cristiano né un ebreo, né un platonico puro, ma un pagano eclettico che aveva arricchito la sua filosofia platonica con concetti cristiani. Fabricius pubblicò una nuova edizione della traduzione e del commento del Timeo ad Amburgo nel 1718.

### Traduzioni
- Commentario al «Timeo» di Platone (testo latino a fronte), a cura di Claudio Moreschini, con la collaborazione di Marco Bertolini, Lara Nicolini, Ilaria Ramelli, Bompiani, Il Pensiero Occidentale, Milano, 2003 ISBN 88-452-9232-0
- Commentaire au Timée de Platon, a cura di Béatrice Bakhouche, 2 vol., Parigi, Vrin, 2011, ISBN 978-2-7116-2264-1
- Traducción y Comentario del Timeo de Platón, Zaragoza, 2014 ISBN 978-84-7956-134-5
- John Magee (ed.), Calcidius. On Plato's' Timaeus, Cambridge (Mass.) - London, Harvard University Press, 2016 ISBN 9780674599178

### Studi
- BOEFT, J. DEN, Calcidius on fate. His doctrine and sources, Leiden, 1970.
- BOEFT, J. DEN, Calcidius on demons (Commentarius ch. 127-136), Leiden, 1977.
- CICERÓN, Sobre la adivinación, Sobre el destino, Timeo, introd., trad. y notas de Ángel Escobar, Biblioteca Clásica Gredos, nº 271, Madrid, 1999.
- GERSH, Stephen, Middle Platonism and Neoplatonism: The Latin Tradition, Publications in Medieval Studies, vol. 23. University of Notre Dame Press, 1986.
- MACÍAS VILLALOBOS, C., "La influencia de Calcidio en la obra y el pensamiento de Marsilio Ficino", Crítica Hispánica, 37.2 (2015), pp. 53–100.
- WASZINK, J. H., Studien zum Timaioskommentar des Calcidius, I. Die erste Hälfte des Kommentars (mit Ausnahme der Kapitel über die Weltseele), Leiden, Brill, 1964.
- WINDEN, VAN J. M. C., Calcidius on Matter. His doctrine and sources. A chapter in the history of Platonism, Leiden, Brill, 1959.
- Donato Tamilia, De Chalcidii aetate, in Studi italiani di filologia classica, VIII (1900), p. 79 e segg.
- Bronislaus Wladislaus Switalski, Des Chalcidius Kommentar Zu Plato's Timaeus, Münster 1902.
- Eduard Steinheimer, Untersuchungen über die Quellen des Chalcidius, Aschaffenburg 1912.